# Керен Зібнер
Керен Зібнер (нар. 9 червня 1990) — ізраїльська плавчиня.
Учасниця Олімпійських Ігор 2016 року.